# شدان كيب
شدَّان كيب أو شدان رأس الرجاء الصالح (الاسم العلمي: Raphicerus melanotis) ظبي صغير خجول ومنعزل وجد في جنوب في جنوب إفريقيا. وهو يعيش في الادغال وأكل الأعشاب والخضر. يلتهم النمور والثعابين في كثير من الأحيان. عندما هدد الهروب إلى الادغال. لديها حادة قرون دقائق والفراء المحمر الخشنة. لا يعتبر من المخاطر واتجاه السكان مستقرة. أحد أقارب شدان شَرب شدان الريف.